# Nicolae Popa (scriitor)
Nicolae Popa (n. 13 februarie 1959, Buda, raionul Călărași, RSS Moldovenească, URSS) este un poet și prozator moldovean.

## Biografie
S-a născut în satul Buda, raionul Călărași. A studiat la Școala poligrafică din Chișinău (promoția 1978), la Universitatea de Stat din Moldova, secția de jurnalism (1983) și la Institutul de Literatură din Moscova⁠(d) (1987-1989), iar în anul 2000 a obținut o bursă de la Fundația Soros-Moldova.
A fost redactor la revista pentru tineret Orizontul, la revista Literatura și arta și la suplimentul literar al cotidianului Sfatul Țării. A fost redactor șef la revista Basarabia din 1997, iar din 2004 la ziarul Opinia.

## Viață profesională
A debutat editorial în 1983, cu volumul de versuri Timpul probabil, iar în 1987 a publicat volumul Ghid pentru cometa Halley, ambele la Editura Literatura Artistică. În anul 1991 a publicat la Editura Hyperion romanul Cubul de zahăr (republicat în 2005 la Editura Cartier). În anul 2001 a publicat Păsări mergând pe jos. Povestiri de nepovestit, iar în 2003 volumul de versuri Careul cu raci. În anul 2008 a publicat romanul Avionul mirosea a pește la Editura Arc, pentru care a primit Premiul „V. Vasilache” la Salonul Internațional de Carte de la Chișinău (2008) pentru cea mai bună carte de proză și Premiul Uniunii Scriitorilor din Republica Moldova pentru Cea mai bună carte de proză a anului 2008. În anul 2011 a publicat cartea pentru copii Balcoane cu elefanți la editura Prut Internațional. În 2012 a publicat Marele Ciulică, editura Prut Internațional, umată în 2013 de Elegiile Casei Scriitorilor, Editura Vinea, (pentru care a primit Premiul Uniunii Scriitorilor din Moldova pentru poezie); În anul 2015 a publicat la editura ARC romanul Ghiozdanul zburător,  o povestire de aventuri pentru copii, iar în 2021 Castanul roz/ Hoții de apartamente în colaborare cu Vladimir Beșleagă, Editura Muzeului Național de Literatură Română. Volumul de poeme Mitrofan plângăciosul a apărut la editura Tracus Arte în 2021. În 2023 a publicat volumul de versuri Înzecit la editura Cartier. 
A fost distins cu premiul Uniunii Scriitorilor din România pentru volumul Lunaticul nopții scitice (Editura Cartier, 1996). A fost premiat de patru ori de Uniunea Scriitorilor din Republica Moldova cu premiul pentru cea mai bună carte (în anii 1996, 2001, 2003 și 2008).
Potrivit scriitorului Ioan Moldovan, Nicolae Popa și-a armonizat linia versurilor cu propriile trăiri, a renunțat la detaliile excesive în favoarea unei naturaleți firești și a reușit un acord deplin între „profunzime și valoare estetică”.

## Prezențe în antologii
- POPA, Nicolae. Gelozia are gustul morții. In: Proză scurtă. sel., stud. introd., note biobibliogr. : Iulian Ciocan. Chișinău: Știința, Arc, 2017, pp.106-126.
- POPA, Nicolae. Vidra în apele cerului. In: Proză scurtă. Vol. 2. selecț., stud. întrod., note biobibliogr. de Grigore Chiper ; postf. de Tudorel Urian.Chișinău: Știința, ARC, 2004, pp.60-111.
- POPA, Nicolae. Rostul vorbirii. In: Limba maternă - floare eternă : Antologie de poezii, eseuri și cugetări despre limba română, coord. : Valeriu Culev ; sel. : Stela Nicuță, Titus Știrbu, Ion Ciocanu. Chișinău : Ed. Dep. Relații Naț. și Funcț. Limbilor, 2000, p. 64.
- POPA, Nicolae. Pix. In: Limba maternă - floare eternă : Antologie de poezii, eseuri și cugetări despre limba română, coord. : Valeriu Culev ; sel. : Stela Nicuță, Titus Știrbu, Ion Ciocanu. Chișinău : Ed. Dep. Relații Naț. și Funcț. Limbilor, 2000, p. 65.
- POPA, Nicolae. Sub genericul brumei. In: Limba maternă - floare eternă : Antologie de poezii, eseuri și cugetări despre limba română, coord. : Valeriu Culev ; sel. : Stela Nicuță, Titus Știrbu, Ion Ciocanu. Chișinău : Ed. Dep. Relații Naț. și Funcț. Limbilor, 2000, p. 65.
- POPA, Nicolae. O mie de ani cu fața la soare. In: Portret de grup. După 20 ani : antologie, Eugen Lungu. Chișinău: Cartier, 2015, p. 95.
- POPA, Nicolae. Copilașii din cer. In: Portret de grup. După 20 ani : antologie, Eugen Lungu. Chișinău: Cartier, 2015, pp. 95-96.
- POPA, Nicolae. Cum e să faci dragoste. In: Portret de grup. După 20 ani : antologie, Eugen Lungu. Chișinău: Cartier, 2015, p. 101.
- POPA, Nicolae. Tristia, Osip Mandelștam. In: Traduceri din poezia universală, sel., stud. întrod., note biobibliogr. de Leo Butnaru ; postf. de Barbu Cioculescu. Chișinău: Știința, ARC, 2004, pp. 249-251.
- POPA, Nicolae. Eterna = L'Eternelle; Sîntem mult mai frumoși = Nous sommes beaucoup plus beaux; Cei din fereastră = Ceux de la fenetre; Dumneavoastră = Vous; Altă scrisoare scribului = Autre letre au scribe. In: Ecouri poetice din Basarabia (Moldova) = Echos poetiques de Bessarabie (Moldavie) : Antologie realizată de Seminariul de traduceri "Mihai Eminescu" de la Universitatea din Provence = Anthologie realisee par le Seminaire de traductions "Mihai Eminescu" de l'Universite de Provence, antol. de Valeriu Rusu. Chișinău: Știința, 1998, pp.193-202.
- POPA, Nicolae. Conoceremos la ternura = Vom cunoaște tandrețea; Algo que no te obligue a nada = Ceva ce nu te obligă la nimic; En vano ecsribes versos = Degeaba scrii versuri. In: Antologie de poezie românescă din Moldova în versiune spaniolă = Antología de poesía rumana de Moldavia en versión espanola / trad. din rom. în span. de Maria Augustina Hâncu, aut. al ed. Chișinău : Lumina, 2012, pp. 208-213.
- POPA, Nicolae. Sărutul laic. In: Eterna iubire : Versuri de dragoste ale poeților din Basarabia și Nordul Bucovinei, 1900-2000 : Antologie, selecț. de Anatol Ciocanu, Mihai Prepeliță, Sergiu Puică ; pref. de Anatol Ciocanu. București: Biodova, Cronica română, 1999, p. 167.
- POPA, Nicolae. Rostul vorbirii. In: Comoara : Scriitori moldoveni despre limba maternă : Antologie, alcăt. : Vasile Melnic, L. Vrabie ; pref. : Nicolae Corlăteanu. Chișinău: Lit. artistică, 1989, p. 294.